# Sant Pere (la Seu d'Urgell)
Per a l'església del mateix nom de la Seu d'Urgell, vegeu Sant Pere de la Seu d'Urgell.

Mapa del municipi de la Seu d'Urgell.

Sant Pere és un barri de la Seu d'Urgell, a l'Alt Urgell. El barri està situat a l'est del barri de Sant Antoni al nord-est de la ciutat. A més també inclou el paratge de Sant Pere. Es troba per damunt de la N-260 (eix pirinenc) aïllat de la Seu d'Urgell.
Situat a la fi de la plana de la Seu on comença la Serra de Sant Pere que dona nom al barri, el 2001 tenia 55 habitants. Administrativament està dividit i pertany al municipi de la Seu d'Urgell i a les Valls de Valira.

## Partida de Sant Pere
La partida té quatre finques qualificades de zona de sòl protegit de valor agrícola-ramader, una d'elles anterior a l'any 1956 (Cal Vives).
| Nom                                          | Coordenades                                                                                               | Raons per la preservació |
| -------------------------------------------- | --- | ------------------------ |
| Cal Vives                                    | 42° 21′ 30″ N, 1° 29′ 53″ E / 42.358456°N,1.498033°E                                                      | històriques              |
| Torre del Manresà                            | 42° 21′ 33″ N, 1° 29′ 42″ E / 42.359062°N,1.494864°E                                                      | històriques, socials     |
| Casa Parrot                                  | 42° 21′ 38″ N, 1° 29′ 19″ E / 42.360681°N,1.488715°E 42° 21′ 38″ N, 1° 29′ 23″ E / 42.360500°N,1.489612°E | històriques, socials     |
| Cal Troch                                    | 42° 21′ 40″ N, 1° 29′ 12″ E / 42.361129°N,1.486704°E                                                      | històriques              |
| Mapa de tots els punts: Wikimedia, OSM (KML) | |                          |

### Cal Vives
- Sant Pere, 10. Accés des d'un camí provinent de la carretera N-260.

Format per un habitatge unifamiliar aïllat i una nau en desús, van ser construïts l'any 1946 i l'habitatge, reformat l'any 2008, construït amb murs de càrrega d'obra de fàbrica i forjats de biguetes de formigó i revoltó ceràmic.

### Torre del Manresà
- Sant Pere, 3. Accés des de la carretera N-260.

Format per un edifici destinat a habitatge i un edifici destinat a paller. Apareix en el cadastre de 1955. La casa està construïda amb murs de maçoneria no concertada i forjats de bigues i empostat de fusta i el paller amb murs de càrrega d'obra de fàbrica i forjats de bigues i empostat de fusta.

### Casa Parrot
- Sant Pere, 1-2. Accés des de la carretera N-260.

Una parcel·la amb dues bordes, la Borda Bescaran formada per un habitatge amb un antic paller adjunt i coberts, i un segon edifici, la Borda Parrot amb un sol edifici destinat a habitatge. Ambdós construïts l'any 1966, amb murs de càrrega d'obra de fàbrica i forjats de biguetes de formigó i revoltó ceràmic.

### Cal Troch
- Sant Pere, 9. Accés des de la carretera N-260.

Un habitatge i un antic paller que daten de l'any 1963 i 1936, respectivament. Ambdós construïts amb murs de càrrega d'obra de fàbrica i forjats de biguetes de formigó i revoltó ceràmic.